# Maria Antônia da Espanha
Maria Antônia Fernanda da Espanha (Sevilha, 17 de novembro de 1729 – Turim, 19 de setembro de 1785) foi a esposa do rei Vítor Amadeu III e Rainha Consorte da Sardenha de 1773 até à sua morte. Era a filha mais nova do rei Filipe V da Espanha e da sua segunda esposa Isabel Farnésio. Ela foi mãe dos três últimos reis da Sardenha.

## Biografia

### Primeiros anos

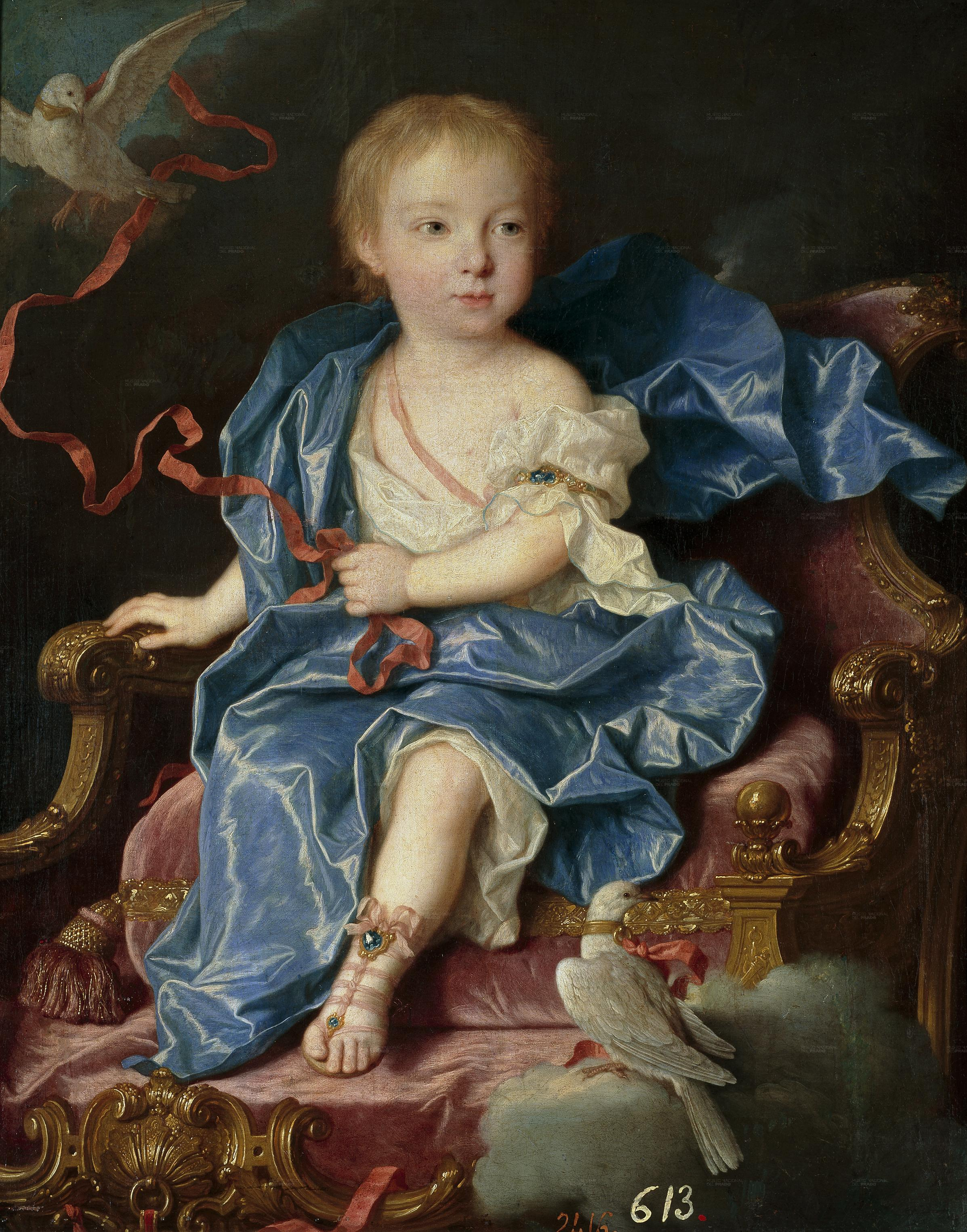
Infanta Maria Antônia aos dois anos, por Jean Ranc.

A infanta Maria Antônia Fernanda nasceu em 17 de novembro de 1729 no Real Alcázar de Sevilha, sendo a sexta e última filho do rei Filipe V da Espanha e da sua segunda esposa, a princesa italiana Isabel Farnésio. Seu nascimento coincidiu com a assinatura do Tratado de Sevilha, que terminou com a Guerra Anglo-Espanhola. Maria Antônia passou sua infância na cidade de Sevilha antes de mudar-se para Madrid em 1733. Ela foi batizada com os nomes de Maria Antônia Fernanda em honra de seu meio-irmão mais velho Fernando, o herdeiro do trono. Todavia, a infanta era conhecida apenas pelo nomes "Antônia Fernanda" ou "Antonieta Fernanda". Como filha do rei da Espanha, ela ostentava o título de infanta da Espanha e o tratamento de Sua Alteza Real.
Em um plano de casamento duplo, estipulou-se que a irmã de Maria Antônia, Maria Teresa, se casaria com Luís, Delfim da França, enquanto que seu irmão o infante Filipe se casaria com a irmã do delfim, Luísa Isabel. Sua mãe consentiu, mas insistiu em esperar Maria Teresa completar sua educação e que a mesma atingisse a maturidade. Nesse ínterim, Maria Antônia foi cortejada pelo Príncipe-Eleitor da Saxônia. O casamento entre o infante Filipe e Luísa Isabel foi celebrado em 1739 e, finalmente sua irmã mais velha casou-se em 1745 com o delfim em seu lugar. No entanto, Maria Teresa morreu em 1746 e seu irmão Fernando VI tentou casar Maria Antônia com o delfim, mas a ideia foi rejeitada por Luís XV que classificou a união como "incestuosa". Em seu lugar casou-se Maria Josefa da Saxônia.

### Duquesa de Saboia

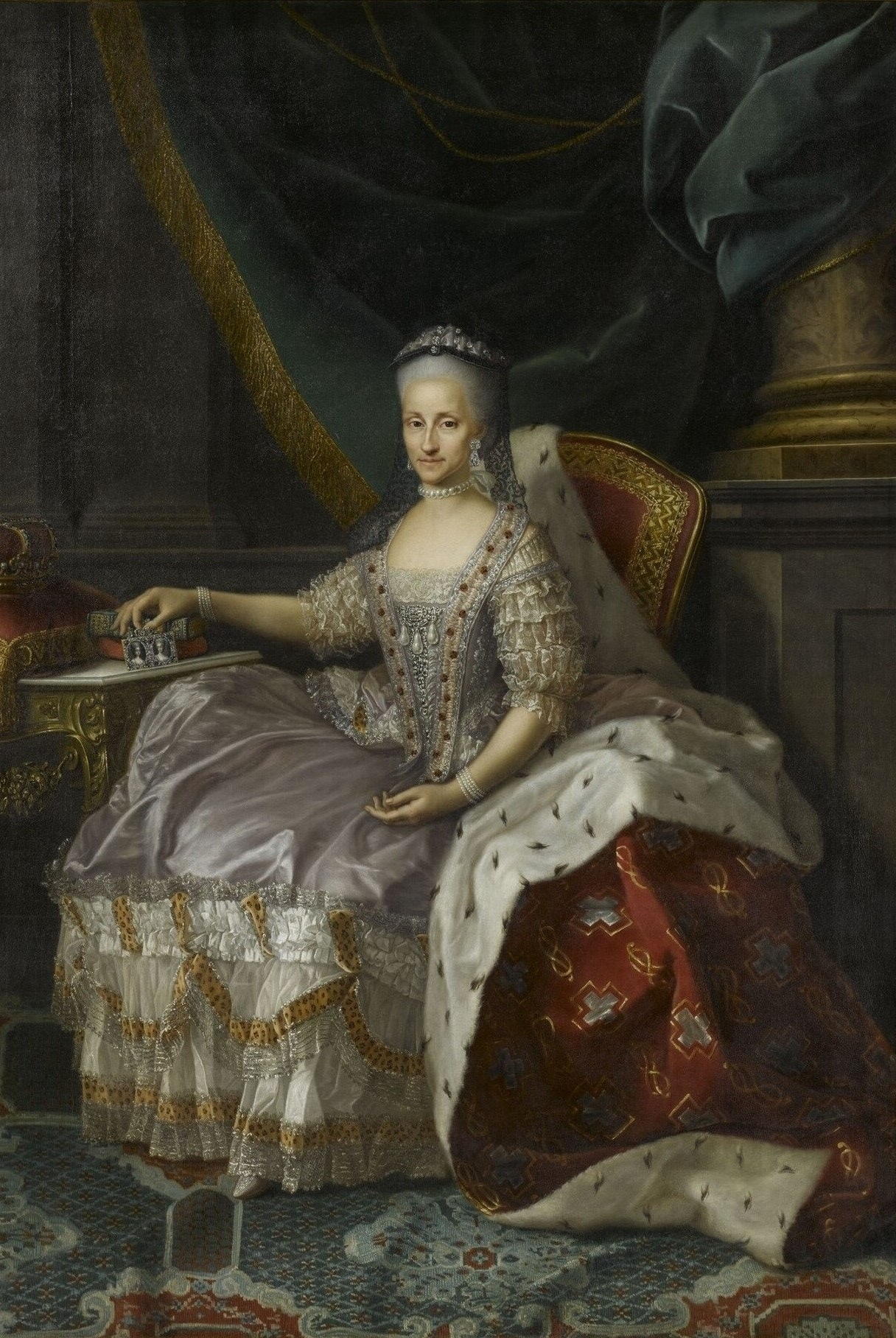
Maria Antônia retratada como rainha da Sardenha, obra de Anton Raphael Mengs.

Casou-se por procuração em Madrid, em 12 de abril de 1750, com Vítor Amadeu, Duque de Saboia, o filho mais velho do rei Carlos Emanuel III e sua falecida esposa Polixena de Hesse-Rotemburgo. O casamento foi organizado pelo meio-irmão de Maria Antônia, o rei Fernando VI, a união era uma tentativa de estreitar os laços entre Espanha e Sardenha, já que as mesmas estavam em lados opostos durante a Guerra de Sucessão Austríaca. Como presente de casamento, os apartamentos da nova Duquesa de Saboia no Palácio Real de Turim foram remodelados pelo arquiteto Benedetto Alfieri. Maria Antônia recebeu um dote de 3 500 000 liras piemontesas, bem como posses espanholas em Milão. Na Itália, ela ficou conhecida como "Maria Antonieta". As óperas de Baldassare Galuppi foram exclusivamente compostas para seu casamento com o duque de Saboia.
O casamento foi feliz, mas Maria Antônia era impopular entre o povo da Sardenha. Todavia, casal levou uma vida tranquila e permaneceram próximos até a morte de Maria Antônia em 1785. Desde o casamento até a ascensão de seu marido, ela foi denominada Duquesa de Saboia. O casal se cercou de pensadores modernos e de vários políticos. Maria Antônia trouxe para a corte de Saboia a rígida etiqueta de sua Espanha natal. Ela era muito religiosa e foi dito ter uma personalidade fria e tímida. Era mãe de doze filhos, dos quais três morreram na infância. Dois de seus filhos tiveram descendência. Através de seu filho o rei Vítor Emanuel I e de sua filha Maria Teresa de Saboia, ela é uma ancestral comum dos atuais Carlos Xavier de Bourbon-Parma, Duque de Parma, Carlos de Habsburgo-Lorena, herdeiro do trono austríaco e de Henrique, Grão-Duque de Luxemburgo.

### Rainha da Sardenha
Após a morte do sogro em 1773, seu marido o sucedeu como Vítor Amadeu III. Maria Antônia se tornou a primeira rainha da Sardenha em mais de trinta anos desde a morte da rainha Isabel Teresa em 1741. Seu filho mais velho, Carlos Emanuel, casou-se com Clotilde da França, uma das irmãs de Luís XVI, em 1775. Maria Antônia e sua nora desfrutavam de um bom relacionamento e eram muito próximas. A rainha morreu no Castelo de Moncalieri, nos arredores de Turim, e foi enterrada na Basílica de Superga ao lado do marido e dos monarcas da Casa de Saboia.

## Descendência

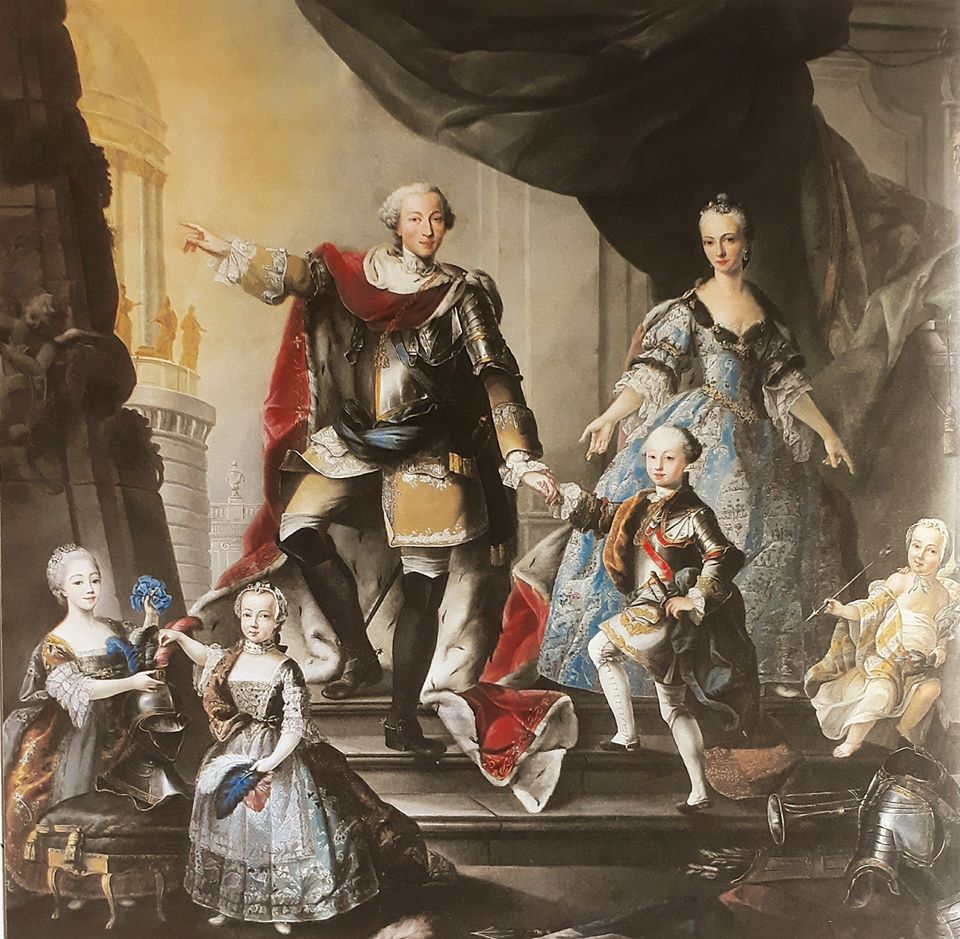
A família do Duque de Saboia em 1760, por Giuseppe Duprà.

Maria Antônia e Vítor Amadeu tiveram doze filhos, três dos quais morreram na infância:
- Carlos Emanuel IV da Sardenha (24 de maio de 1751 – 6 de outubro de 1819) casou-se com a princesa Clotilde de França em 1773, sem descendência;
- Maria Isabel Carlota de Saboia (16 de julho de 1752 – 17 de abril de 1755) morreu na infância;
- Maria Josefina de Saboia (2 de setembro de 1753 – 13 de novembro de 1810) casou-se com Luís Xavier, Conde de Provença em 1771, sem descendência;
- Amadeu Alexandre de Saboia (5 de outubro de 1754 – 29 de abril de 1755) morreu na infância;
- Maria Teresa de Saboia (31 de janeiro de 1756 – 2 de junho de 1805) casou-se com Carlos, Conde de Artois em 1773, com descendência;
- Maria Ana de Saboia (17 de dezembro de 1757 – 11 de outubro de 1824) casou-se com o príncipe Benedito de Saboia em 1775, sem descendência;
- Vítor Emanuel I da Sardenha (24 de julho de 1759 – 10 de janeiro de 1824) casou-se com a arquiduquesa Maria Teresa da Áustria-Este em 1789, com descendência;
- Maria Cristina Fernanda de Saboia (21 de dezembro de 1760 – 19 de maio de 1768) morreu na infância;
- Maurício de Saboia (13 de dezembro de 1762 – 1 de setembro de 1799) não se casou, morreu aos 36 anos de malária;[17]
- Maria Carolina de Saboia (17 de janeiro de 1764 – 28 de dezembro de 1782) casou-se com Antônio, Príncipe Eleitor da Saxônia em 1781, sem descendência;
- Carlos Félix da Sardenha (6 de abril de 1765 – 27 de abril de 1831) casou-se com a princesa Maria Cristina de Nápoles e Sicília em 1807, sem descendência;
- José de Saboia (5 de outubro de 1766 – 29 de outubro de 1802) não se casou, morreu aos 36 anos de malária.[17]

## Títulos e estilos
- 17 de novembro de 1729 – 31 de maio de 1750: Sua Alteza Real, a infanta Maria Antônia Fernanda de Espanha
- 31 de maio de 1750 – 20 de fevereiro de 1773: Sua Alteza Real, a Duquesa de Saboia
- 20 de fevereiro de 1773 – 19 de setembro de 1785: Sua Majestade, a Rainha da Sardenha